# Gorgonia
Gorgonia è il nome comune con cui venivano indicati gli ottocoralli dell'ordine Gorgonacea Lamouroux, 1816, taxon non più ritenuto valido e posto in sinonimia con Alcyonacea Lamouroux, 1812. L'ordine Gorgonacea prendeva il nome dal genere Gorgonia, genere tipo della famiglia Gorgoniidae.

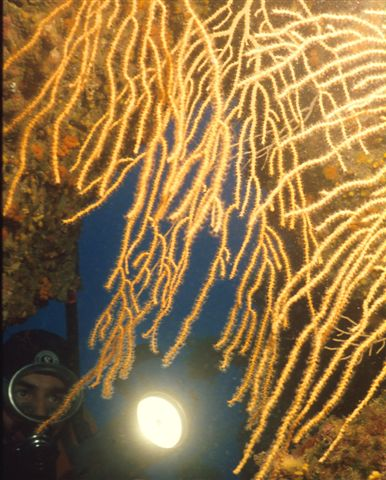
Gorgonia gialla
Eunicella cavolinii
(Holaxonia, Gorgoniidae)

## Etimologia
La parola gorgonia deriva dal latino gorgonia a sua volta derivante dal greco Γοργόνη "gorgone", a indicare le ramificazioni tipiche di questi coralli che ricordano i capelli intrecciati delle Gorgoni, creature della mitologia greca con serpenti al posto dei capelli.

## Descrizione
L'ordine Gorgonacea comprendeva oltre 1.900 specie caratterizzate da sviluppo delle colonie di tipo arborescente, in genere disposte su un solo piano, spesso di notevoli dimensioni e vivacemente colorate.
L'elemento caratterizzante delle gorgonie è costituito dal loro asse portante o scheletro. Esso è formato da una parte interna, detta sclerasse, che forma l'impalcatura portante del corallo, e da una parte esterna, detta cenenchima, che ne costituisce la protezione e su cui si sviluppano i polipi.
Lo sclerasse a sua volta può essere scomposto in due parti: la medulla al centro e uno strato esterno, detto cortex, formato prevalentemente di gorgonina, una proteina elastica, che può contenere o meno degli scleriti calcarei, oppure delle lamelle di carbonato di calcio. Questa struttura risulta al tempo stesso robusta e flessibile, consentendo alle ramificazioni del corallo di resistere alle correnti nelle quali solitamente si sviluppano queste specie.

## Tassonomia
Studi di filogenetica molecolare hanno ricollocato i Gorgonacea all'interno dell'ordine Alcyonacea, in tre sottordini, che si distinguono in base alla struttura e alla composizione del loro sclerasse:
- Calcaxonia  - comprendente 5 famiglie e circa 650 specie[6], caratterizzate da scheletro assile formato in prevalenza da gorgonina, in cui l'impalcatura è sorretta soprattutto da lamelle concentriche di carbonato di calcio; i rami della colonia hanno in genere consistenza flessibile ed elastica.
- Holaxonia  - comprendente 5 famiglie e circa 1.000 specie[7], caratterizzate da scheletro assile formato in prevalenza da gorgonina, privo di lamelle di carbonato di calcio e privo di scleriti calcarei, che sono però presenti nel cenenchima; le colonie, hanno in genere consistenza poco elastica.
- Scleraxonia  - comprendente 9 famiglie e circa 250 specie[8], caratterizzate da scheletro assile formato in prevalenza da gorgonina, privo di lamelle concentriche di carbonato di calcio, ma rivestito da abbondanti scleriti calcarei più o meno saldati tra loro; in alcuni casi (p.es. Corallium rubrum), gli scleriti sono così cementati tra loro da far assumere alla colonia una consistenza rocciosa, simile a quella degli Scleractinia.

Alcune specie
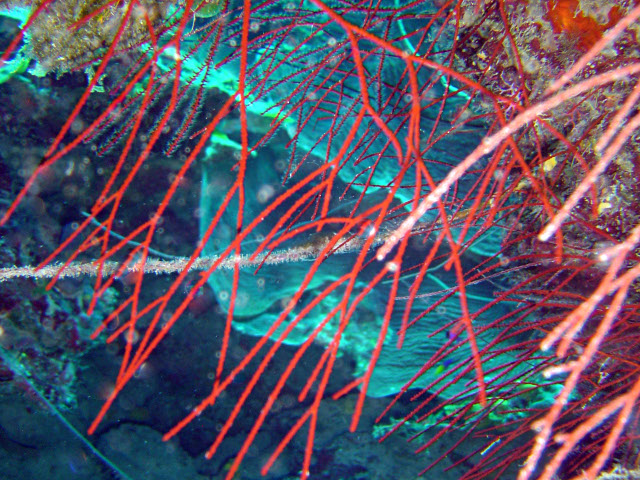
Ellisella schmitti (Calcaxonia, Ellisellidae)
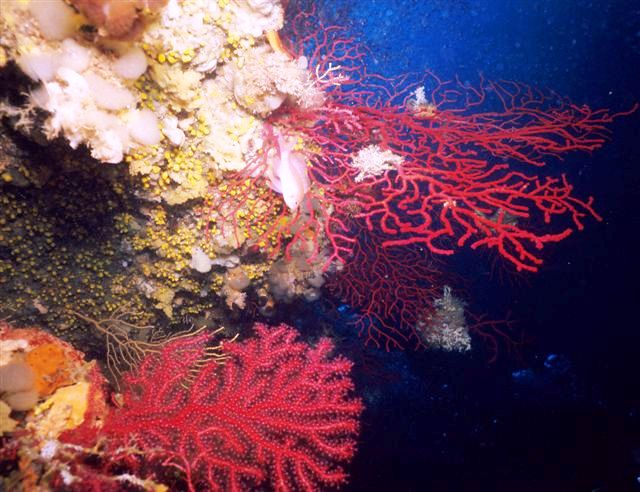
Paramuricea clavata (Holaxonia, Plexauridae)
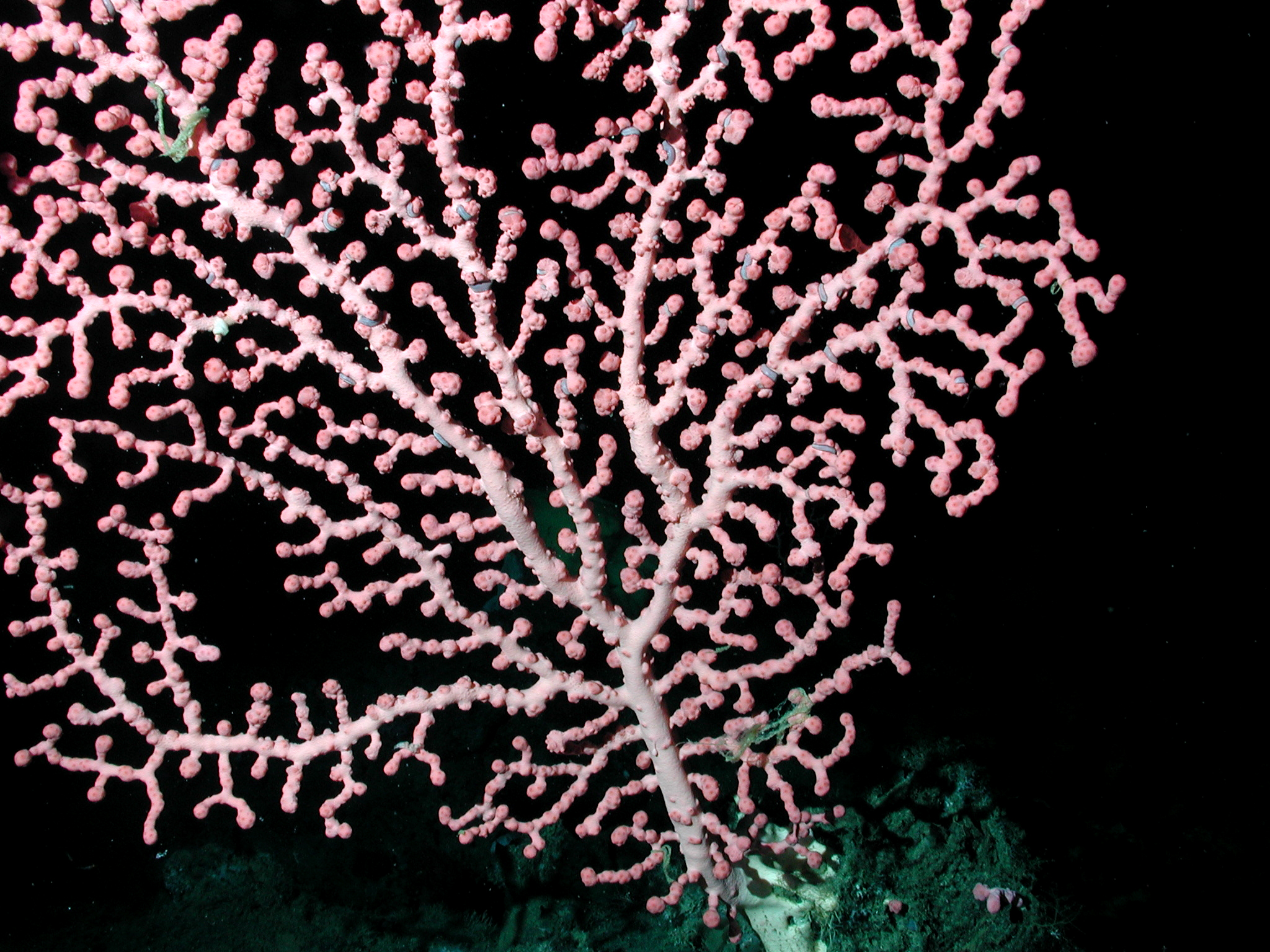
Paragorgia arborea (Scleraxonia, Paragorgiidae)

Alcune specie, come la gorgonia rossa (Paramuricea clavata), la gorgonia bianca (Eunicella singularis), la gorgonia gialla (Eunicella cavolinii) o il corallo rosso (Corallium rubrum) possono sviluppare dense aggregazioni di elevata complessità strutturale, note come "praterie" o "foreste" di gorgonie; tali biostrutture ospitano una notevole biodiversità e sono una delle biocenosi marine più emblematiche del mar Mediterraneo.
Alcune di queste strutture si trovano a profondità non raggiungibili dall'uomo ma che sono negli ultimi decenni divenute accessibili grazie ai sottomarini a comando remoto (noti come ROV, dall'acronimo inglese di Remotely Operated Vehicle). Ciò ha permesso di documentare la presenza di nuove specie come per esempio Viminella flagellum che assieme alla gorgonia candelabro (Ellisella paraplexauroides) è l'unica specie nota della famiglia Ellisellidae nel Mediterraneo. Queste gorgonie, a profondita comprese tra 110 e 250 m, formano dense aggregazioni monospecifiche talora in associazione con altre gorgonie come Callogorgia verticillata (Primnoidae), Swiftia pallida e Paramuricea macrospina (Plexauridae), Eunicella spp. (Gorgoniidae).

Meritano almeno un cenno le gorgonie bambù (famiglia Isididae), presenti nel Mediterraneo con tre specie: la più nota è la gorgonia bambù bianca (Isidella elongata), una specie di acque profonde che vive su fondali sabbiosi, a profondità da 115 sino 1500 m, classificata dalla IUCN come specie in pericolo critico di estinzione;le altre due specie, Acanella arbuscula e Acanella furcata, sono state scoperte solo recentemente.